# Heidemarie Stefanyshyn-Piper
Heidemarie Martha „Heide“ Stefanyshyn-Piper (* 7. Februar 1963 als Heidemarie Martha Stefanyshyn in Saint Paul, Minnesota, USA) ist eine ehemalige US-amerikanische Astronautin und Marineoffizierin der United States Navy (Captain).

## Ausbildung
Stefanyshyn-Piper wuchs in Saint Paul, der Hauptstadt des US-Bundesstaates Minnesota, auf. Sie ist das Kind von Einwanderern: ihr inzwischen verstorbener Vater Michael Stefanyshyn war gebürtiger Ukrainer, während ihre Mutter Adelheid deutsche Wurzeln hat. Stefanyshyn-Piper stammt aus einem religiösen Elternhaus; sie besuchte die private katholische Cretin-Derham Hall High School in Saint Paul und war Mitglied der ukrainischen Pfadfinderorganisation „Plast“. Nach ihrem Abitur 1980 studierte sie mit Unterstützung der US-Navy am Massachusetts Institute of Technology Maschinenbau und schloss dieses Studium 1984 mit dem Bachelor und  1985 mit dem Master ab.

## Militärische Laufbahn
Nach ihrer Ausbildung nahm Stefanyshyn-Piper ihren aktiven Dienst in der Navy auf. Am Naval Diving and Salvage Training Center in Panama City (Florida) ließ sie sich zur Marine- und Bergungstaucherin ausbilden. Einige Jahre arbeitete sie dann auf dem Gebiet der Instandsetzung und Bergung von Schiffen. Auf dem im November 1986 in Dienst gestellten Bergungskreuzer „USS Grapple“ nahm sie an einem Fortbildungskurs zur Kampftaucherin teil. Während dieser Zeit war sie an zwei Bergungsmissionen beteiligt, die international für Aufsehen sorgten: Ende August 1988 wurde das an der Oberfläche fahrende peruanische U-Boot „BAP Pacocha“ kurz vor dem Erreichen seines Zielhafens von einem japanischen Fischtrawler vor der heimatlichen Küste gerammt und sank innerhalb von 5 Minuten. Die Marinetaucher von Peru und USA benötigten 11 Monate, um das U-Boot zu bergen. Anfang März 1989 lief der Öltanker „Exxon Houston“ vor der Küste Hawaiis auf Grund. Über 440.000 Liter Rohöl liefen vor der Insel Oʻahu aus, bevor der Havarist freigeschleppt werden konnte.
Stefanyshyn-Piper arbeitete ab September 1994 am Naval Sea Systems Command in Arlington (Virginia) und koordinierte die Bergungs- und Instandsetzungsaktivitäten für die amerikanische Marine.

## Astronautentätigkeit
Ihr Berufsziel war Marinepilotin. Ein nicht bestandener Augentest ließ sie jedoch scheitern. Nach einem Jahrzehnt als Taucherin bewarb sie sich bei der NASA – mit Erfolg.
Stefanyshyn-Piper gehörte zur 16. Astronautengruppe zur NASA, die mit einer Stärke von 35 Kandidaten die größte Gruppe seit den legendären „Thirty Five New Guys“ von 1978 bildete. Aus 2432 Anwärtern, die den formalen Auswahlkriterien entsprachen, gingen 123 Finalisten hervor, die zwischen Oktober 1995 und Februar 1996 das Johnson Space Center (JSC) in Houston (Texas) besuchten, um Bewerbungsgespräche zu führen und medizinisch untersucht zu werden. Stefanyshyn-Piper stellte sich mit der zweiten Finalistengruppe Anfang November 1995 der Auswahlkommission vor.
Mitte August 1996 begann die 16. Gruppe ihre zweijährige Grundausbildung im JSC. Danach war Stefanyshyn-Piper eine vollwertige Missionsspezialistin. Zunächst wurde sie den Unterstützungsmannschaften zugeteilt und half den Shuttle-Besatzungen am Starttag beim Einstieg in die Raumfähre. Anschließend war sie im Astronautenbüro Ansprechpartnerin für potentielle Experimentatoren, die Versuche an Bord der ISS planten.

### STS-115
Im Februar 2002 erhielt Stefanyshyn-Piper ihren ersten Einsatzbefehl für einen Raumflug. Nach über vierjähriger Vorbereitungs- und Wartezeit startete sie am 9. September 2006 zur Mission STS-115. Hauptnutzlast der Atlantis war das 16 Tonnen schwere Element P3/P4, mit dem die Raumstation erweitert wurde. Während der Mission unternahm Stefanyshyn-Piper zusammen mit Joe Tanner zwei Außenbordeinsätze mit insgesamt 13 Stunden Dauer. Sie montierten P3/P4 am P1-Träger, stellten alle notwendigen Verbindungen her und aktivierten ein Kühlsystem. Der Flug ging nach 12 Tagen zu Ende.

### STS-126
Am 15. November 2008 startete Stefanyshyn-Piper mit STS-126 zu ihrem zweiten Raumflug. Bei diesem Flug übernahm sie drei Außenbordeinsätze. Die Mission endete mit der Landung des Space Shuttles Endeavour bei der Edwards Air Force Base am 30. November 2008.

#### Die verlorene Werkzeugtasche
Während des ersten Außenboardeinsatzes am 18. November 2008 begann Stefanyshyn-Piper am Solar Alpha Rotary Joint zu arbeiten, als sie bemerkte, dass das Schmierfett einer Schmierfettpistole in ihrer Werkzeugtasche ausgelaufen war. Gemäß den Instruktionen des Kontrollzentrums wischte sie dieses mit einem Tuch auf, worauf sich die Tasche löste und ins All davonschwebte. Die Tasche, deren Wert sich auf etwa 100.000 US-Dollar belief, war während achteinhalb Monaten von der Erde aus sichtbar, bis sie am 3. August westlich von Mexiko in die Erdatmosphäre eintrat und verglühte.

## Nach der NASA
Stefanyshyn-Piper verließ die NASA im Juli 2009 und kehrte zum Naval Sea Systems Command zurück.

## Familie
Stefanyshyn-Piper ist verheiratet und hat einen Sohn.